# مرونة (تشريح)

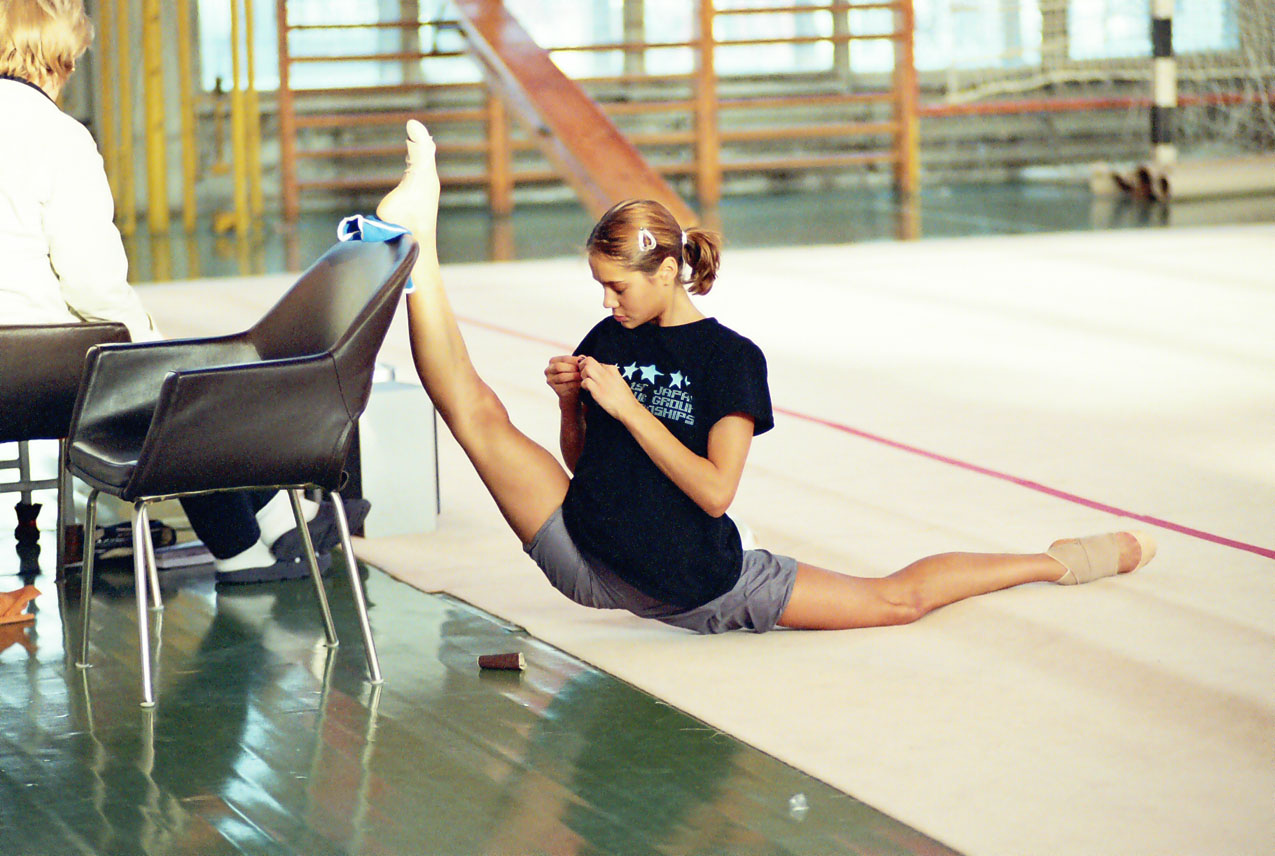
تمرين فشخ حاد لاعبة الجمباز الأولمبية السابقة إرينا ججينا

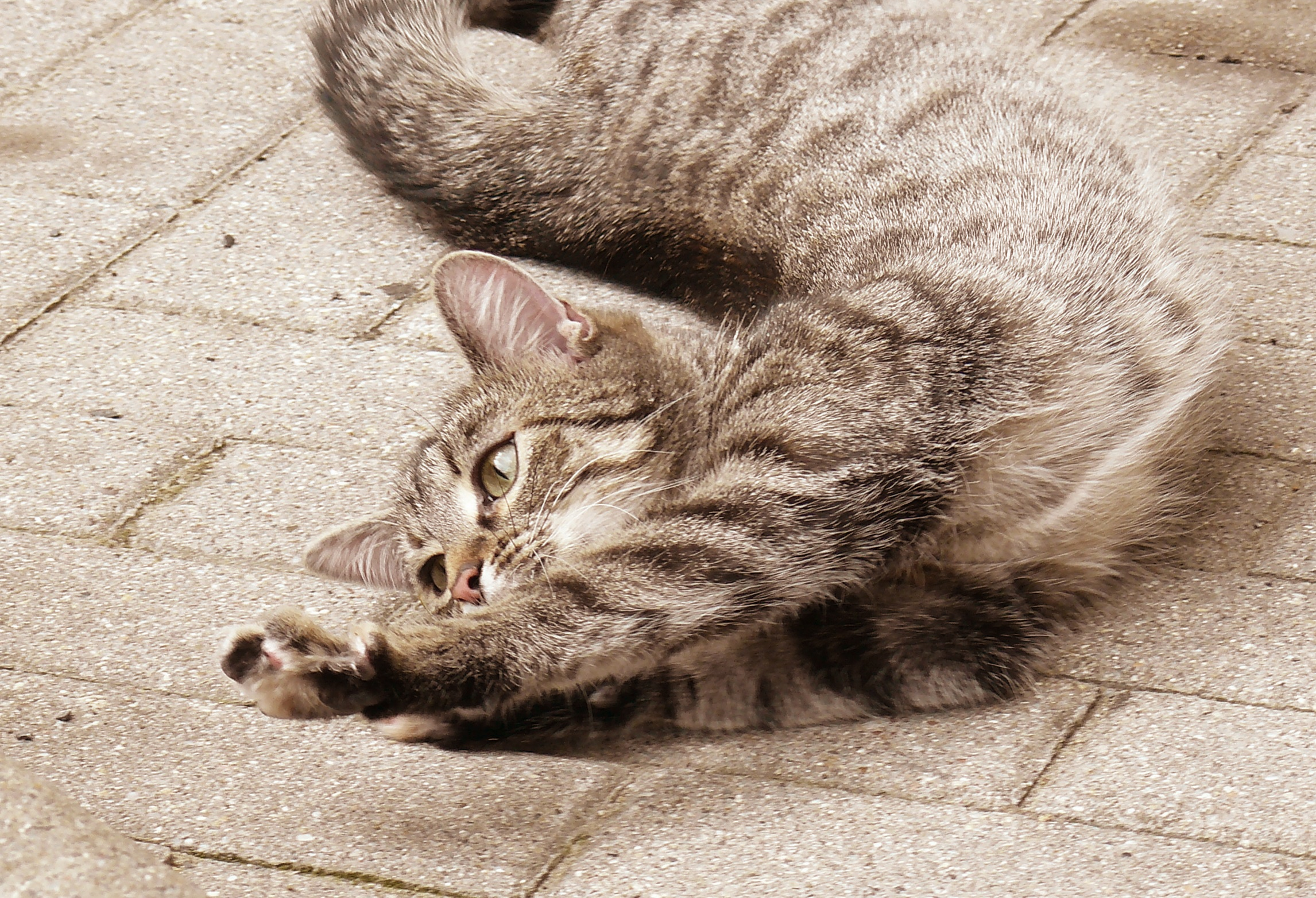
قطة تتمدد

المرونة هي نطاق حركي تشريحي في المفصل أو سلسلة من المفاصل، والطول في العضلات التي تعبر المفاصل لتحفيز حركة الانحناء أو الحركة. تختلف المرونة بين الأفراد، وخاصة فيما يتعلق باختلاف طول العضلات في العضلات متعددة المفاصل. يمكن زيادة المرونة في بعض المفاصل بممارسة التمارين الرياضية ، حيث يعتبر التمدد أو الإطالة أحد مكونات التمارين الرياضية الشائعة للحفاظ على المرونة أو تحسينها.